# Helmar Müller
Helmar Müller (ur. 11 sierpnia 1939 w Somborze w Jugosławii, zm. 9 czerwca 2023 w Kirchheim unter Teck) – niemiecki lekkoatleta (sprinter) startujący w barwach Republiki Federalnej Niemiec, medalista olimpijski z 1968, później trener piłkarski.
Zwyciężył w sztafecie 4 × 400 metrów oraz zdobył srebrny medal w biegu na 400 metrów na uniwersjadzie w 1967 w Tokio. Sztafeta RFN biegła w składzie: Müller, Ingo Röper, Rolf Krüsmann i Werner Thiemann.
Zdobył brązowy medal w sztafecie 4 × 400 metrów na igrzyskach olimpijskich w 1968 w Meksyku, po zaciętej walce ze sztafetą Polski. Sztafeta w składzie: Müller, Gerhard Hennige, Manfred Kinder i Martin Jellinghaus ustanowiła w finale rekord Europy wynikiem 3:00,5 (Polska miała taki sam czas). Na tych samych igrzyskach Müller odpadł w półfinale biegu na 400 metrów.
Na halowych mistrzostwach Europy w 1970 w Wiedniu zdobył brązowy medal w sztafecie 4 × 2 okrążenia (skład sztafety: Dieter Hübner, Karl-Hermann Tofaute, Ulrich Strohhäcker i Müller).
Müller był wicemistrzem RFN w biegu na 400 metrów w 1968, a także halowym mistrzem w sztafecie 4 × 400 metrów w  1969 i 1970.
Później pracował jako trener piłkarski. W latach 1976–1977 był asystentem trenera Istvána Sztaniego w drużynie VfB Stuttgart, a następnie do 2013 prowadził II drużynę tego klubu.